# Мирча (Киевская область)
Ми́рча (укр. Мирча) — село, входит в Бородянский район Киевской области Украины.
Население по переписи 2001 года составляло 764 человека. Почтовый индекс — 07810. Телефонный код — 4577. Занимает площадь 27 км². Код КОАТУУ — 3221085901.
На юго-западной стороне села берет исток речка Бурвовица.

## Местный совет
07810, Киевская обл., Бородянский р-н, с. Мирча, ул. Шевченко, 1